# MIT Press

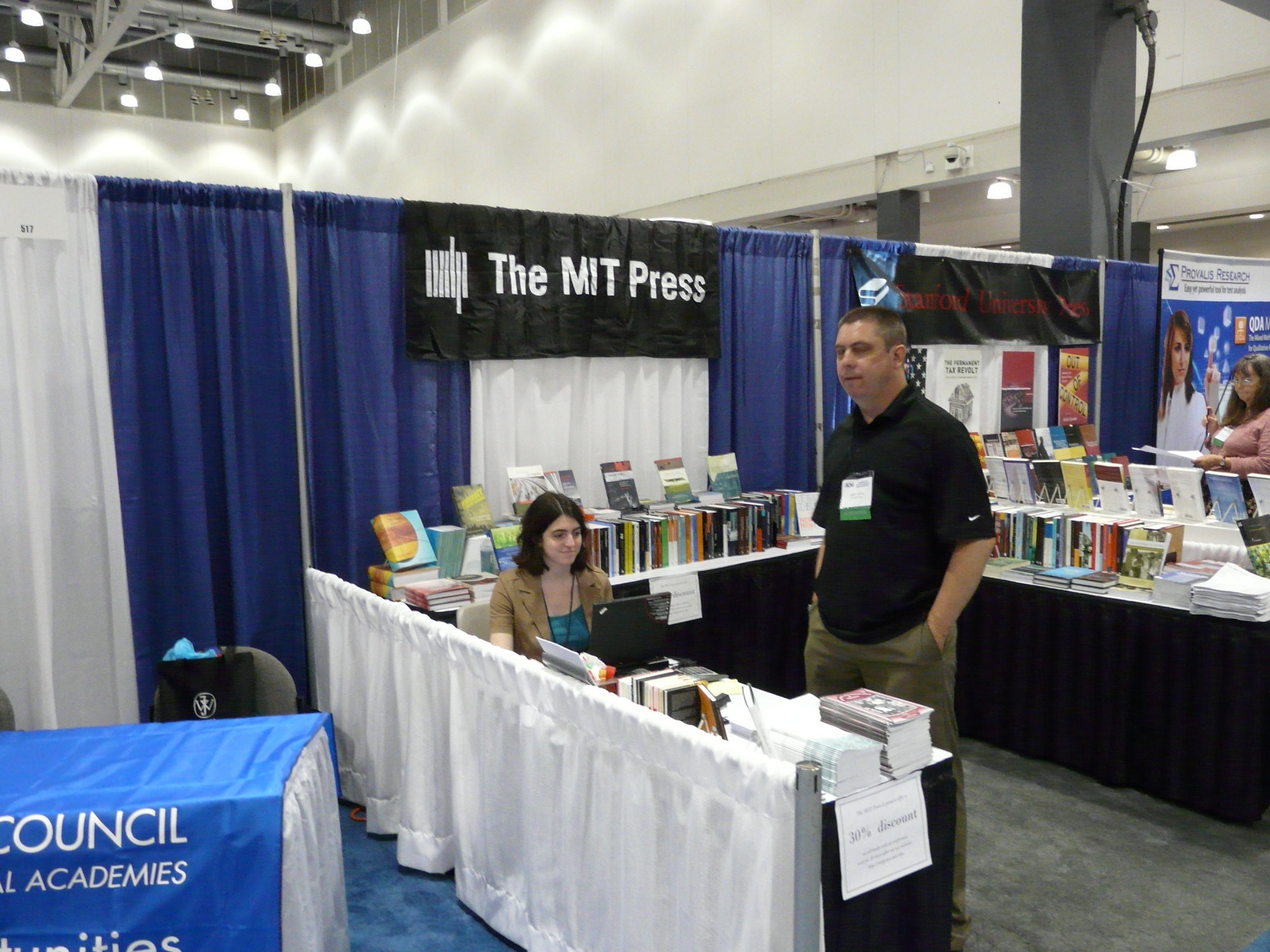
Prezentarea publicațiilor la standul conferinței în 2008

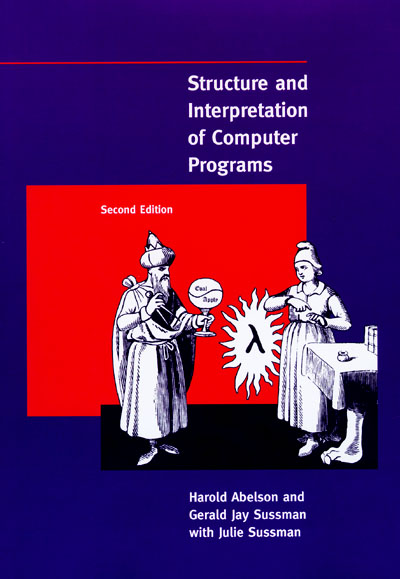
', un manual de informatică utilizat pe scară largă, a fost un best-seller.

MIT Press este editura universitară⁠(d) a Massachusetts Institute of Technology (MIT), o universitate particulară de cercetare cu sediul în orașul Cambridge, Massachusetts. MIT Press publică mai multe reviste academice și a fost un pionier al mișcării pentru accesul deschis în publicarea de materiale academice⁠(d).

## Istoric
Originele editurii MIT Press datează încă din 1926, atunci când MIT a publicat o serie de prelegeri intitulată Problems of Atomic Dynamics susținute de fizicianul german, câștigător ulterior al Premiului Nobel, Max Born. Activitatea de publicare a MIT a fost inițiată oficial în anul 1932 prin crearea unei mărci⁠(d) numite Technology Press.:13 Această marcă a fost fondată de James R. Killian, Jr.⁠(d), redactor la acea vreme al revistei pentru absolvenți a MIT și ulterior președinte al MIT. Technology Press a publicat în mod independent opt lucrări, iar apoi, în 1937, a încheiat o înțelegere cu editura John Wiley & Sons, prin care Wiley a preluat responsabilitățile editoriale și de marketing.:13
În 1961, an în care s-a sărbătorit centenarul⁠(d) adoptării cartei fodatoare a MIT, a fost înființată editura „The MIT Press” prin transformarea și redenumirea mărcii Technology Press.:14 Înțelegerea cu Wiley a luat sfârșit în anul 1962, după ce au fost publicate alte 125 de lucrări. MIT Press a funcționat de atunci ca o editură independentă.
În 1969 a fost deschis un birou de marketing în Europa, iar în 1972 a fost înființat un departament de jurnale. La sfârșitul anilor 1970, ca răspuns la condițiile economice în schimbare, editura a restrâns activitatea de publicare și s-a focalizat pe câteva domenii cheie precum arhitectura, informatica și inteligența artificială, economia și științele cognitive.
Începând de atunci, MIT Press și-a extins aria activităților sale de publicare prin includerea unor noi titluri din domeniul științelor umaniste, păstrându-și în același timp focalizarea pe știință și tehnologie. Editura a devenit un pionier al mișcării pentru accesul deschis în domeniul publicării și a încercat să ofere acces neîngrădit pentru întreaga lume la cercetările academice recente.
În ianuarie 2010 MIT Press a publicat cel de-al 9000-lea titlu, iar în 2012 editura a sărbătorit cea de-a 50-a aniversare a sa, publicând cu acest prilej o broșură aniversară de 32 de pagini pe suport hârtie și online. În 2022 editura a sărbătorit cea de-a 60-a aniversare a sa și a publicat atunci un pliant aniversar în formă de Z⁠(d) cu 14 fețe, pe hârtie și online, în care a evidențiat titlurile semnificative pe care le-a publicat în cursul deceniilor.
MIT Press a fondat, împreună cu Yale University Press și Harvard University Press, compania de distribuție TriLiteral LLC. Compania TriLiteral a fost achiziționată de LSC Communications⁠(d) în 2018.
În iulie 2020 MIT Press a transferat activitatea de vânzare și distribuție la nivel mondial către compania Penguin Random House Publisher Services⁠(d).

## Afacerea
MIT Press publică în primul rând lucrări academice și de interes general din următoarele domenii: artă și arhitectură, studii culturale și vizuale, știință cognitivă, filozofie, lingvistică, informatică, economie, finanțe și afaceri, știința mediului, științe politice, științele vieții, neuroștiințe, new media⁠(d) și știință și tehnologie⁠(d).
Editura universitară a MIT este, de asemenea, un distribuitor al publicațiilor editurilor Semiotext(e)⁠(d), Goldsmiths Press⁠(d), Strange Attractor Press⁠(d), Sternberg Press, Terra Nova Press⁠(d), Urbanomic și Sequence Press. În anul 2000 MIT Press a creat CogNet, o resursă online pentru studiul neuroștiințelor și al științelor cognitive.
În 1981, MIT Press a publicat prima sa carte sub marca Bradford Books, Brainstorms: Philosophical Essays on Mind and Psychology de Daniel C. Dennett.:14
În 2018, editura și laboratorul de cercetare MIT Media Lab au lansat Knowledge Futures Group pentru dezvoltarea și implementarea platformelor și tehnologiilor de publicare cu acces deschis.
În 2019 editura a lansat MIT Press Reader, o revistă digitală care folosește arhiva editurii și contactele cu familiile autorilor pentru a găsi și publica fragmente adaptate, interviuri și alte lucrări originale. Revista se prezintă ca o publicație care „urmărește să aducă la lumină vocile și ideile îndrăznețe care formează catalogul vast al editurii, să revizuiască pasajele neglijate și să aprofundeze poveștile care au inspirat cărțile”.

## Logo
Începând din 1962, MIT Press a folosit un logo creat de directoarea sa de design, Muriel Cooper⁠(d). Designul logoului are la bază o versiune extrem de abstractă a literelor mici „mitp”, având ca singură diferență ascendentul (extensia de sus) literei „t” la a cincea dungă și descendentul (extensia de jos) literei „p” la a șasea dungă. În 2015 logoul a servit, de asemenea, ca un punct de referință important pentru reproiectarea logoului laboratorului MIT Media Lab de către compania Pentagram⁠(d).
În 2011, o bibliotecă personalizată cu forma logoului editurii MIT Press a fost expusă la Muzeul MIT⁠(d), ca parte a expoziției MIT 150, dedicată sărbătoririi a 150 de ani de la înființarea MIT. :31
În 2023 Muzeul de Artă Modernă (MoMA) din New York a achiziționat litografia originală cu logoul MIT Press pentru a o include în colecția sa permanentă de design.

## Acces deschis
MIT Press este lider în publicarea de cărți cu acces deschis. Prima ei carte cu acces deschis⁠(d), City of Bits a lui William J. Mitchell⁠(d), a apărut simultan în anul 1995 într-o ediție tipărită și într-o ediție online cu acces deschis. În prezent editura publică cărți, manuale și jurnale cu acces deschis. Cele mai cunoscute jurnale cu acces deschis pe care le-a publicat sau le publică sunt American Journal of Law and Equality, Computational Linguistics⁠(d), Data Intelligence, Harvard Data Science Review, Network Neuroscience, Neurobiology of Language, Open Mind, Projections, Quantitative Science Studies⁠(d), Rapid Reviews: COVID-19⁠(d), Transactions of the Association of Computational Linguistics și Thresholds.
În 2021 editura a lansat un cadru pentru publicarea unor monografii cu acces deschis intitulat Direct to Open. În 2022, Direct to Open a publicat 80 de monografii. MIT Press a înființat, de asemenea, MIT Press Open Architecture and Urban Studies, o colecție digitală de cărți de arhitectură și studii urbane vândute anterior prin procedeele clasice, care este găzduită pe platforma de cărți digitale MIT Press Direct.

## MIT Kids Press și MITeen Press
În 2019, MIT Press a încheiat un parteneriat cu Candlewick Press⁠(d) pentru lansarea a două mărci noi pentru cititorii tineri, MIT Kids Press și MITeen Press, pentru publicarea de cărți pentru copii și tineret pe teme STEAM⁠(d). Prin acest parteneriat de pionierat, MIT Press a adoptat o serie de propuneri interne și externe și pentru cărți noi. După evaluarea editorială din punct de vedere al acurateței, cărțile urmează să fie predate editurii Candlewick, care va supraveghea proiectarea aspectului, marketingul, promovarea și vânzările noilor titluri.

## Librăria MIT Press
Începând din 1980, Librăria MIT Press (MIT Press Bookstore) a reprezentat o atracție regională în inima centrului de inovare și tehnologie din cartierul Kendall Square⁠(d) al orașului Cambridge, Massachusetts. Ea se numără printre puținele librării operate de editurile universitare din Statele Unite ale Americii. Librăria oferea pentru răsfoire și achiziție o colecție completă de lucrări publicate de MIT Press, plus un număr mare de lucrări complementare (cărți, reviste și jurnale academice) de la alte edituri comerciale și universitare.
Începând din octombrie 2016, librăria a fost mutată temporar în zona Central Square⁠(d), chiar la nord de sediul inițial al Muzeului MIT⁠(d), din cauza lucrărilor extinse de construcții din cartierul Kendall Square. Librăria a fost relocată apoi în anul 2022 într-o clădire nouă de pe 314 Main Street, care este adiacentă unei intrări de metrou recent renovate în stația Kendall/MIT⁠(d). Muzeul MIT, care se află acum, împreună cu magazinul său recent extins, în aceeași clădire cu librăria, a fost mutat pentru prima dată în același an în cartierul Kendall Square.
Librăria a adoptat, după relocare, sloganul „Kendall Square's Underground Bookstore” („Librăria subterană din Piața Kendall”), care se referă la sediul său subteran de sub Muzeul MIT (deși cu o deschidere largă care oferă o vedere directă asupra spațiului său din stradă). În afara spațiului dedicat publicațiilor academice și tehnice din domeniul științelor umaniste și al tehnologiei, Librăria MIT Press conține o zonă extinsă cu cărți educaționale pentru copii și preadolescenți. Librăria oferă, de asemenea, o selecție de ghiduri istorice și de călătorie a orașului Boston și regiunii sale înconjurătoare, ce provin de la o varietate de edituri.

## Lista jurnalelor academice active publicate de MIT Press
Afaceri internaționale, istorie și științe politice
- American Journal of Law and Equality
- Global Environmental Politics⁠(d)
- Innovations⁠(d)
- International Security⁠(d)
- Journal of Cold War Studies⁠(d)
- Journal of Climate Resilience and Climate Justice
- Journal of Interdisciplinary History⁠(d)
- Perspectives on Science⁠(d)

Arte și științe umaniste
- African Arts⁠(d)
- ARTMargins[27]
- Computer Music Journal⁠(d)
- CriticalProductive
- Daedalus⁠(d)
- Design Issues⁠(d)
- Grey Room⁠(d)
- Leonardo⁠(d)
- The New England Quarterly⁠(d)
- October⁠(d)
- PAJ: A Journal of Performance and Art⁠(d)
- Projections⁠(d)
- Thresholds

Economie
- Asian Economic Papers⁠(d)
- Education Finance and Policy⁠(d)
- The Review of Economics and Statistics⁠(d)

 
Știință și tehnologie
- Artificial Life⁠(d)
- Computational Linguistics⁠(d)
- Data Intelligence
- Evolutionary Computation⁠(d)
- Harvard Data Science Review
- Imaging Neuroscience
- Journal of Cognitive Neuroscience⁠(d)
- Linguistic Inquiry⁠(d)
- Network Neuroscience
- Neural Computation⁠(d)
- Neurobiology of Language
- Open Mind: Discoveries in Cognitive Science
- Presence: Teleoperators & Virtual Environments⁠(d)
- Quantitative Science Studies⁠(d)
- Rapid Reviews: Infectious Diseases⁠(d)
- Transactions of the Association for Computational Linguistics⁠(d)